# Aphneope quadrimaculata
Aphneope quadrimaculata is een keversoort uit de familie van de boktorren (Cerambycidae). De wetenschappelijke naam van de soort werd voor het eerst geldig gepubliceerd in 1892 door Jacobus Rudolfus Hendrik Neervoort van de Poll.